# Clasificación de la CSV para la Copa Mundial de Voleibol Femenino de 2015
La Clasificación de la CSV para la Copa Mundial de Voleibol Femenino de 2015 fue el torneo que determinó a las selecciones clasificadas por parte de la Confederación Sudamericana de Voleibol (CSV) a la Copa Mundial de Voleibol Femenino de 2015 a realizarse en Japón. El certamen se llevó a cabo en la ciudad de Comodoro Rivadavia, Argentina del 3 al 7 de junio de 2015 y fue organizado por la Federación del Voleibol Argentino bajo la supervisión de la CSV.
Argentina se proclamó campeón del torneo al terminar su participación en primer lugar con once puntos dos más que el subcampeón Perú, ambas selecciones obtuvieron los dos cupos que otorgaba la competición para la Copa Mundial Femenina de 2015. Colombia completó el podio al ubicarse en tercer lugar producto de sus siete puntos conseguidos.

## Equipos participantes
Cinco selecciones se inscribieron para participar en el torneo. La selección de Brasil no participó debido a que la Copa Mundial de Voleibol Femenino de 2015 servirá de clasificación para los Juegos Olímpicos de Río de Janeiro 2016, competencia a la que Brasil se clasificó automáticamente por ser el país anfitrión.
- Argentina (local)
- Chile
- Colombia
- Perú
- Uruguay

## Resultados
- Sede: Club Huergo.
- Las horas indicadas corresponden al huso horario local de Argentina (Hora oficial argentina – ART): UTC-3.

### Grupo único
– Clasificados a la Copa Mundial de Voleibol Femenino de 2015.
|     |           |     | Partidos | Partidos | Partidos | Sets | Sets | Sets  | Puntos | Puntos | Puntos |
| Pos | Equipo    | Pts | PJ       | PG       | PP       | SG   | SP   | Ratio | PG     | PP     | Ratio  |
| --- | --------- | --- | -------- | -------- | -------- | ---- | ---- | ----- | ------ | ------ | ------ |
| 1   | Argentina | 11  | 4        | 4        | 0        | 12   | 2    | 6.000 | 329    | 233    | 1.412  |
| 2   | Perú      | 9   | 4        | 3        | 1        | 11   | 5    | 2.200 | 361    | 296    | 1.219  |
| 3   | Colombia  | 7   | 4        | 2        | 2        | 8    | 6    | 1.333 | 304    | 284    | 1.070  |
| 4   | Uruguay   | 2   | 4        | 1        | 3        | 3    | 11   | 0.273 | 247    | 329    | 0.751  |
| 5   | Chile     | 1   | 4        | 0        | 4        | 2    | 12   | 0.166 | 235    | 334    | 0.704  |

| Fecha      | Hora  | Partido   | Partido   | Partido   | Sets  | Sets  | Sets  | Sets  | Sets  | Puntuación total | Reporte |
| Fecha      | Hora  |           | Resultado |           | 1     | 2     | 3     | 4     | 5     | Puntuación total | Reporte |
| ---------- | ----- | --------- | --------- | --------- | ----- | ----- | ----- | ----- | ----- | ---------------- | ------- |
| 3 de junio | 17:00 | Colombia  | 3 – 0     | Chile     | 25-16 | 25-20 | 25-21 | -     | -     | 75 – 57          | Reporte |
| 3 de junio | 21:00 | Uruguay   | 0 – 3     | Argentina | 18-25 | 12-25 | 14-25 | -     | -     | 44 – 75          | Reporte |
| 4 de junio | 18:00 | Perú      | 3 – 0     | Uruguay   | 25-16 | 25-14 | 25-19 | -     | -     | 75 – 49          | Reporte |
| 4 de junio | 21:00 | Chile     | 0 – 3     | Argentina | 5-25  | 16-25 | 13-25 | -     | -     | 34 – 75          | Reporte |
| 5 de junio | 18:00 | Perú      | 3 – 2     | Colombia  | 21-25 | 27-25 | 25-17 | 19-25 | 15-11 | 107 – 103        | Reporte |
| 5 de junio | 21:00 | Uruguay   | 3 – 2     | Chile     | 18-25 | 25-19 | 23-25 | 25-19 | 18-16 | 109 – 104        | Reporte |
| 6 de junio | 17:00 | Chile     | 0 – 3     | Perú      | 14-25 | 13-25 | 13-25 | -     | -     | 40 – 75          | Reporte |
| 6 de junio | 20:00 | Argentina | 3 – 0     | Colombia  | 25-11 | 25-18 | 25-22 | -     | -     | 75 – 51          | Reporte |
| 7 de junio | 17:00 | Colombia  | 3 – 0     | Uruguay   | 25-14 | 25-19 | 25-12 | -     | -     | 75 – 45          | Reporte |
| 7 de junio | 20:00 | Argentina | 3 – 2     | Perú      | 25-22 | 18-25 | 25-23 | 21-25 | 15-9  | 104 – 104        | Reporte |

## Clasificación final
| Pos. | Equipo    |
| ---- | --------- |
| 1    | Argentina |
| 2    | Perú      |
| 3    | Colombia  |
| 4    | Uruguay   |
| 5    | Chile     |

## Distinciones individuales
Fuente: CSV
| Distinción     | Nombre           | Equipo    |
| -------------- | ---------------- | --------- |
| MVP            | Yamila Nizetich  | Argentina |
| Mejor atacante | Maguilaura Frías | Perú      |
| Mejor atacante | Lucía Guigou     | Uruguay   |
| Mejor central  | Emilce Sosa      | Argentina |
| Mejor central  | Yeisi Soto       | Colombia  |
| Mejor opuesta  | Ángela Leyva     | Perú      |
| Mejor armadora | Zoila La Rosa    | Perú      |
| Mejor Líbero   | Tatiana Rizzo    | Argentina |